# 林東源
林东源（韓語：임동원，1934年7月25日—）韓国前政府官员，軍人出身，历任統一部長及国家情報院長等职。曾經获得保國勳章和紅條勤政勳章。
平安北道出身。

## 履历
- 1952年秋大韓民国陸軍官校考试合格入校
- 1953年陸軍官校（13期）毕业
- 1961年漢城國立大學哲学科
- 1964年行政大学院委託教育
- 1964〜1969年，任陸軍官校教授部専任講師·助理教授
- 1973〜1976年，历任野战軍师部作战参謀、聯合参謀本部战略企划課長
- 1976〜1977年，歩兵團團長
- 1977年〜1980年，陸軍本部战略企划处長（陸軍准将）
- 1980年10月晋升陸軍少将
- 1981年3月2日担任韩国駐尼日利亚大使，负责1982年8月19日至22日前总统全斗焕哲访问尼日利亚的任务。
- 1984年〜1987年任駐澳大利亞大使。
- 1988年〜1992年，任外交安保研究院院长。
- 1990年负责军备控制企划团团长。
- 1990年举行南北高官会谈，任代表一职。
- 1992年被任命为统一部次長，当年9月南北高层会谈中，国家安全企划部发生李东馥哲特别助理的《总统训令造假事件》而被替换。
- 1992年任南北交流合作分科委员会委员长一职。
- 1993年以后，任中央民族统一协议会议长、统一政策评价委员
- 1994年以军队出身担任世宗研究所客座研究员
- 1995年1月支持《阳光政策研究》而被任命为亚太和平财团事务总长。
- 1998年2月25日金大中当选总统后，任命为总统秘书室外交安保首席秘书官（次長级）。
- 1998年兼任国家安全保障会议事务处长。
- 1999年5月任第2代大韩民国统一部部長
- 1999年12月-2001年3月任大韓民国国家情報院院長

## 离职后
2002年6月29日爆发第二次延坪海战，林东源发表对北朝鮮友好的发言，他在安保会议上表示：“此次事件是偶发性的发言”，金正日并没有介入，因此对北支援和金刚山事业也应该继续。对此，脫北南渡的前朝鮮劳动党高官黄长烨則表示：“在北朝鮮军部没有金正日批准的命令，是不可能发射大浦洞导弹的”、“北朝鮮军方内部的强硬势力的突发行动的故事”，对林东源的发言进行了反驳。
2005年11月14日，首尔中央地方检察厅以违反《通信秘密保护法》等嫌疑申请了对前国情院院长林东源和辛建的拘捕令。检察机关表示：“国情院利用窃听非法监听国内政治。”并称：“能够改变国情院长的人只有一个人，但他们反而追加投入许多预算，进行非法监听装备开发，收集非法监听资料”。
| 官衔          | 官衔                                                     | 官衔          |
| ------------- | -------------------------------------------------------- | ------------- |
| 前任： 康仁德 | 大韩民国统一部部長 第2代：1999年5月24日 - 1999年12月23日 | 繼任： 朴在圭 |
| 前任： 千容宅 | 大韓民国国家情報院院長 第24代：1999 - 2001               | 繼任： 辛建   |